# Nannodiplax rubra
Nannodiplax rubra is een libellensoort uit de familie van de korenbouten (Libellulidae), onderorde echte libellen (Anisoptera).
De wetenschappelijke naam Nannodiplax rubra is voor het eerst geldig gepubliceerd in 1868 door Brauer.  de Nannodiplax rubra komt voor in Australië en Nieuw-Guinea. het zijn kleine libellen met een rood lichaam, ze worden ongeveer 25 mm lang en hun vleugels spreiden 40 mm.